# جزيرة أسينشين
جزيرة أسينشين هي جزيرة تقع في جنوب المحيط الأطلسي وتبعد 1.000 ميل (1.600 كلم) عن ساحل أفريقيا وهي تابعة لسانت هيلينا، إحدى أقاليم ما وراء البحار البريطانية التي تقع في الجنوب الشرقي على بعد 800 ميل (1,287 كلم). وسميت بجزيرة أسينشين (أي الصعود) نسبة إلى اليوم التي اكتشفت فيه وهو يصادف يوم صعود المسيح وفقاً للتقويم المسيحي.
و توجد في الجزيرة مطار وايد أويك العسكري وهو مطار مشترك بين القوات الجوية الملكية البريطانية والقوات الجوية الأمريكية واستخدم الجيش البريطاني الجزيرة بشكل خاص خلال حرب جزر فوكلاند.
لا تملك الجزيرة أي علم أو شعار خاص بها بل تستخدم العلم والشعار البريطاني.

## المناخ
يظهر الجدول التالي التغييرات المناخية على مدار السنة لجزيرة أسينشين:
| البيانات المناخية لـجزيرة أسينشين          | البيانات المناخية لـجزيرة أسينشين | البيانات المناخية لـجزيرة أسينشين | البيانات المناخية لـجزيرة أسينشين | البيانات المناخية لـجزيرة أسينشين | البيانات المناخية لـجزيرة أسينشين | البيانات المناخية لـجزيرة أسينشين | البيانات المناخية لـجزيرة أسينشين | البيانات المناخية لـجزيرة أسينشين | البيانات المناخية لـجزيرة أسينشين | البيانات المناخية لـجزيرة أسينشين | البيانات المناخية لـجزيرة أسينشين | البيانات المناخية لـجزيرة أسينشين | البيانات المناخية لـجزيرة أسينشين |
| الشهر                                      | يناير                             | فبراير                            | مارس                              | أبريل                             | مايو                              | يونيو                             | يوليو                             | أغسطس                             | سبتمبر                            | أكتوبر                            | نوفمبر                            | ديسمبر                            | المعدل السنوي                     |
| ------------------------------------------ | --------------------------------- | --------------------------------- | --------------------------------- | --------------------------------- | --------------------------------- | --------------------------------- | --------------------------------- | --------------------------------- | --------------------------------- | --------------------------------- | --------------------------------- | --------------------------------- | --------------------------------- |
| الدرجة القصوى °م (°ف)                      | 31.7 (89.1)                       | 31.7 (89.1)                       | 31.7 (89.1)                       | 32.2 (90.0)                       | 31.7 (89.1)                       | 30.6 (87.1)                       | 30.6 (87.1)                       | 28.9 (84.0)                       | 28.9 (84.0)                       | 28.9 (84.0)                       | 30.0 (86.0)                       | 30.6 (87.1)                       | 32.2 (90.0)                       |
| متوسط درجة الحرارة الكبرى °م (°ف)          | 28.3 (82.9)                       | 29.4 (84.9)                       | 30.0 (86.0)                       | 30.0 (86.0)                       | 28.9 (84.0)                       | 27.8 (82.0)                       | 27.2 (81.0)                       | 26.1 (79.0)                       | 26.1 (79.0)                       | 26.1 (79.0)                       | 26.7 (80.1)                       | 27.2 (81.0)                       | 27.8 (82.0)                       |
| متوسط درجة الحرارة الصغرى °م (°ف)          | 22.8 (73.0)                       | 23.9 (75.0)                       | 24.4 (75.9)                       | 24.4 (75.9)                       | 23.9 (75.0)                       | 22.8 (73.0)                       | 22.2 (72.0)                       | 21.1 (70.0)                       | 21.1 (70.0)                       | 21.1 (70.0)                       | 22.2 (72.0)                       | 22.6 (72.7)                       | 22.7 (72.9)                       |
| أدنى درجة حرارة °م (°ف)                    | 18.9 (66.0)                       | 20.0 (68.0)                       | 21.1 (70.0)                       | 20.6 (69.1)                       | 19.4 (66.9)                       | 19.4 (66.9)                       | 19.4 (66.9)                       | 18.3 (64.9)                       | 17.2 (63.0)                       | 18.3 (64.9)                       | 17.8 (64.0)                       | 17.8 (64.0)                       | 17.2 (63.0)                       |
| الهطول مم (إنش)                            | 8 (0.3)                           | 10 (0.4)                          | 38 (1.5)                          | 30 (1.2)                          | 10 (0.4)                          | 15 (0.6)                          | 13 (0.5)                          | 10 (0.4)                          | 10 (0.4)                          | 13 (0.5)                          | 8 (0.3)                           | 8 (0.3)                           | 173 (6.8)                         |
| متوسط أيام هطول الأمطار (≥ 0.3 mm)         | 7                                 | 5                                 | 7                                 | 8                                 | 6                                 | 8                                 | 7                                 | 8                                 | 10                                | 12                                | 8                                 | 8                                 | 94                                |
| متوسط الرطوبة النسبية (%)                  | 74                                | 73                                | 73                                | 73                                | 70                                | 69                                | 69                                | 70                                | 73                                | 73                                | 72                                | 73                                | 72                                |
| ساعات سطوع الشمس الشهرية                   | 229                               | 224                               | 276                               | 267                               | 264                               | 260                               | 239                               | 217                               | 165                               | 161                               | 159                               | 198                               | 2٬659                             |
| المصدر #1: الأرصاد الجوية الألمانية        |                                   |                                   |                                   |                                   |                                   |                                   |                                   |                                   |                                   |                                   |                                   |                                   |                                   |
| المصدر #2: Danish Meteorological Institute |                                   |                                   |                                   |                                   |                                   |                                   |                                   |                                   |                                   |                                   |                                   |                                   |                                   |